# Cycloseris curvata
Espèce
Synonymes
- Fungia curvata Hoeksema, 1989 (préféré par UICN)
- Cycloseris elegans Verril, 1870
- Fungia elegans Verril, 1870

Cycloseris curvata est une espèce de coraux appartenant à la famille des Fungiidae.